# Copris complexus
Copris complexus là một loài bọ cánh cứng trong họ Bọ hung (Scarabaeidae).